# Siebigerode
Siebigerode is een plaats en voormalige gemeente in de Duitse deelstaat Saksen-Anhalt, en maakt deel uit van de Landkreis Mansfeld-Südharz.
Siebigerode telt 600 inwoners.